# Референдум за независимост на Южен Судан
От 9 до 15 януари 2011 г. в Южен Судан се провежда референдум за независимост, който да реши дали регионът ще се отдели от Судан или не. Той е последствие от Споразумението за общ мир от 2005 г. между суданските власти и Народна освободителна армия/движение на Судан.
Предвиждало се е подобен референдум да бъде проведен и в Абией, който да реши дали областта да се присъедини към Южен Судан, но той пропада заради конфликти за собственост и земи.
На 30 януари 2011 г. комисията по референдума публикува предварителния протокол на резултатите, който показва, че 98,83 % от населението е гласувало за независимост. Крайните резултати се очакват в началото на февруари.
Обявяването на независимост на страната се очаква на 9 юли 2011 г. Някои смятат, че Южен Судан не е подходящо име за новата държава, защото предполага зависимост от Судан. Предлагат се над 12 други имена, включително Република Нил, Кушитска република и Азания.